# Pseudostomella indica
Pseudostomella indica is een buikharige uit de familie Thaumastodermatidae. Het dier komt uit het geslacht Pseudostomella. Pseudostomella indica werd in 1970 voor het eerst wetenschappelijk beschreven door Rao. 